# Manoir de la Girouardière
Le manoir de la Girouardière est un manoir situé dans le département français de la Mayenne, à Peuton, à 600 mètres à l'est du bourg. Il est inscrit au titre des Monuments historiques depuis le 14 juin 2002.

## Désignation
- Château de la Girourdière, 1312 (Bibliothèque nationale, fr. 8.736).
- Girouardière, XIVe siècle au XVIIIe siècle (Tous les textes).
- Gilouardière (État-Major et Dictionnaire topographique).
- Girouardière (Recensement)

## Histoire
La terre était un fief mouvant de l'Aunay. 
Les Hardouin habitèrent la Girouardière au moins depuis le XVe siècle. Ils firent reconstruire le château sur de vastes proportions au XVIIe siècle, puis l'abandonnèrent au fermier au milieu du XVIIIe siècle. 
Au XVIIIe siècle, les Hardouin se titrèrent marquis et comtes de la Girouardière. C'est une famille qui portait : d'argent à la fasce de gueules, accompagnée en chef d'un léopard de sable et en pointe de deux quintefeuilles de même. Son surnom lui vient de la Girouardière, qu'elle possédait dès 1360, et elle donna son nom aux Hardonnières de Longuefuye où on la trouve dès 1400. Elle posséda aussi le Château du Pin de Préaux et d'autres terres moins importantes.
Les derniers seigneurs de la Girouardière étaient allés habiter Souligné-sous-Ballon et Chantenay-Villedieu. C'est dans cette dernière paroisse que naquit, le 25 août 1740, Anne de La Girouardière, la fondatrice de l'hospice des Incurables de Baugé, 1786. 
René Allaire, marchand, y demeurait avec Demoiselle Françoise Gandon, sa femme, et Guy, son fils, y épouse Renée Moreul en 1760.

## Description
Le logis provinent de travaux menés en 1525 et à la fin du XVIe siècle. Il est accompagné d'un bâtiment de communs, d'une chapelle et d'un four à pain. Dans la chapelle on voyait, en 1791, un bas-relief en marbre représentant le Transeat a me calix isle.

## Seigneurs
- Les déclarations de la famille Hardouin la font remonter à Geoffroi Hardouin, 1239.
- Colin de la Girouardière, 1312.
- Macé Hardouin, 1397.
- Jean Hardouin, mari de Roberde du Tertre de Mée, 1400.
- Guyonne de Rallay, veuve de Jean Hardouin, donne procuration à Jean et Pierre Hardpion, ses fils, pour paraître aux assises d'Ingrandes, 1456.
- Jean Hardouin', écuyer, fils de Jean Hardouin et de Catherine du Barq, témoin à Peuton en 1491, cité aux plaids de Festillé, 1513, épousa : 1° Marguerite d'Orvaulx en 1492, et 2° autre Marguerite d'Orvaulx, 1494.
- Guillaume Hardouin, marié le 6 janvier 1525 à Alliennette de la Corbière, fait déclaration de ses fiefs en la sénéchaussée d'Anjou, 1540, et était mort en 1567.
- Eustache Hardouin[2], petit-fils du précédent et fils de Bertrand Hardouin, homme d'armes dans la compagnie du duc de Lorraine, qui avait épousé, par contrat passé à Précigné le 1er juillet 1550, Jeanne de Saint-Yon, remariée le 11 février 1557 avec Jean Girard, seigneur de la Chaise, prit pour femme, le 24 octobre 1575, François de Champagné, fille de François de Champagné et de Marie de la Roussière. Par testament passé à Château-Gontier le 26 avril 1616, la dame de la Girouardière veut être inhumée dans l'Église Saint-Jean-Baptiste de Peuton et qu'à sa sépulture il ne soit fait « aucune assemblée de gentilz hommes ains du pauvre peuple ». Eustache de Hardouin, sur lequel la Girouardière avait été saisie le 9 juillet 1603, vivait encore en 1610.
- Urbain de Hardouin, héritier de son frère aîné, mort en Allemagne, où il servit lui-même, épousa, le 6 juillet 1620, Madeleine de Bastard. Urbain de Hardouin racheta la terre engagée au sieur Quentin, le 19 avril 1621 ; il mourut de 1650 à 1654.
- Philippe-Emmanuel d'Hardouin épouse par contrat en cour de Pouancé, le 7 février 1652, Jacquette Jacquelot, fille de Philippe Jacquelot, conseiller au parlement de Bretagne, et de Marguerite Allaneau, † 1681.
- René de Hardouin, né à Peuton le 11 juillet 1660, marié à la Cathédrale Saint-Maurice d'Angers le 1er juillet 1681 avec Renée-Anselme de Saint-Remy, sa cousine, fille du seigneur du Pin de Préaux, vivait en 1709. René de Hadouin vivait encore en décembre 1715.
- Philippe-René de Hardouin, né à la Girouardière en 1683, marié en 1707 à Chantenay avec Angélique de la Saugère, sa cousine germaine.
- René-Charles-Hyacinthe de Hardouin, né le 11 février 1709, épousa le 25 avril 1739, dans la chapelle de Moulines, près Baugé, Anne-Suzanne-Henriette de Broc, et fut enterré dans l'église d'Échemiré au mois d'octobre 1762 ; sa veuve fut enterrée dans l'église de Chantenay en 1779.
- Armand-René-François de Hardouin, ondoyé le 11 juillet 1743 dans l'église de Tassé, épousa le 12 avril 1768, dans l'église de Souligné-sous-Ballon, Marie-Françoise de Bricqueville de la Luzerne et eut sa sépulture au grand cimetière de la ville du Mans le 1er mars 1782. Armand-René-François de Hardouin, époux de Marie-Françoise-Philberte-Alexandrine de Briqueville, mort en 1782, laissait quatre fils : Alexandre-René-Henri, né en 1769, officier au régiment du Roi-infanterie ; René-Alexandre-Amédée, qui fut chevalier de Malte ; Louis-François-René-Alexandre-Philibert et Louis-René-François-Alexandre. Le troisième, seul, n'émigra pas. Il fut maire de Souligné-sous-Ballon en 1821, était pour 1/9 dans l'exploitation des mines d'anthracite de Sablé, et mourut en 1834. Après leur retour de l'émigration, les quatre frères se réunirent chez leur mère, où ils vécurent en commun. Alexandre-René-Henri de Hardouin, né au château de la Freslonnière, en Souligné-sous-Ballon, au mois de mars 1769, émancipé en 1789, eut ses biens séquestrés pendant la Révolution française.

## Source
« Manoir de la Girouardière », dans Alphonse-Victor Angot et Ferdinand Gaugain, Dictionnaire historique, topographique et biographique de la Mayenne, Laval, A. Goupil, 1900-1910 [détail des éditions] (BNF 34106789, présentation en ligne)